# Rinaldo Roggero
Rinaldo Roggero (1891, Savona, Italské království – 1966) byl italský fotbalový útočník i trenér.
Fotbal začal a ukončil v roce 1925 v dresu Savony. Celkem za ni odehrál 101 utkání a vstřelil 14 branek.
Za reprezentaci odehrál jedno utkání a to na OH 1920.
Po fotbalové kariéře se stal trenérem. Byl trenérem jen jednoho klubu a to Savony. Největší úspěch bylo vítězství ve třetí lize v sezoně 1933/34.

## Hráčské úspěchy

### Reprezentační
- 1x na OH (1920)